# Pierre Cavagnari
Pour l’article homonyme, voir Domenico Cavagnari.
Pierre Cavagnari (né le 7 avril 1769 à Plaisance en Italie et mort en 1849) est un homme politique franco-italien.

## Biographie
Né le 7 avril 1769 à Plaisance, banquier de profession, Pierre Cavagnari est député du Taro au Corps législatif de 1811 à 1815.